# İstanbul Futbol Ligi 1932/33
Die İstanbul Futbol Ligi 1932/33 war die 19. ausgetragene Saison der İstanbul Futbol Ligi. Meister wurde zum fünften Mal Fenerbahçe Istanbul.

## Abschlusstabelle
Punktesystem
Sieg: 3 Punkte, Unentschieden: 2 Punkte, Niederlage: ein Punkt
| Pl. | Verein               | Sp. | S  | U | N | Tore    | Diff. | Punkte |
| --- | -------------------- | --- | -- | - | - | ------- | ----- | ------ |
| 1.  | Fenerbahçe Istanbul  | 12  | 10 | 2 | 0 | 032:800 | +24   | 34     |
| 2.  | Beşiktaş Istanbul    | 12  | 8  | 2 | 2 | 024:700 | +17   | 30     |
| 3.  | İstanbulspor         | 12  | 4  | 5 | 3 | 014:100 | +4    | 25     |
| 4.  | Vefa Istanbul        | 12  | 3  | 3 | 6 | 010:240 | −14   | 21     |
| 5.  | Galatasaray Istanbul | 12  | 3  | 2 | 7 | 018:270 | −9    | 20     |
| 6.  | Süleymaniye          | 12  | 2  | 4 | 6 | 007:170 | −10   | 20     |
| 7.  | Beykozspor           | 12  | 1  | 4 | 7 | 017:290 | −12   | 18     |

## Kreuztabelle
Die Kreuztabelle stellt die Ergebnisse aller Spiele dieser Saison dar. Die Heimmannschaft ist in der linken Spalte, die Gastmannschaft in der oberen Zeile aufgelistet.
| 1932/33              | Fenerbahçe Istanbul | Beşiktaş Istanbul | İstanbulspor | Vefa Istanbul | Galatasaray Istanbul | SUM | Beykozspor |
| -------------------- | ------------------- | ----------------- | ------------ | ------------- | -------------------- | --- | ---------- |
| Fenerbahçe Istanbul  |                     | 2:1               | 2:0          | 4:1           | 5:1                  | 4:0 | 5:1        |
| Beşiktaş Istanbul    | 0:0                 |                   | 2:0          | 1:0           | 5:0                  | 1:1 | 3:1        |
| İstanbulspor         | 1:1                 | 3:0               |              | 1:1           | 3:0                  | 0:0 | 2:0        |
| Vefa Istanbul        | 1:2                 | 0:3               | 1:1          |               | 1:5                  | 1:0 | 2:1        |
| Galatasaray Istanbul | 0:2                 | 0:3               | 1:0          | 5:0           |                      | 0:1 | 4:4        |
| Süleymaniye          | 1:3                 | 0:1               | 0:1          | 0:0           | 2:1                  |     | 1:1        |
| Beykozspor           | 1:2                 | 0:4               | 2:2          | 1:2           | 1:1                  | 4:1 |            |

## Die Meistermannschaft von Fenerbahçe Istanbul
| 1. | Fenerbahçe Istanbul |
|    | - Tor: Hüsamettin Böke (11/–); Safa Özyurt (1/–) - Abwehr: Yaşar Alpaslan (11/–); Firuzan Şansal (5/–); Ziya Atamer (–/–); Hadi Tarlan (4/–); Fazıl Arzık (4/–) - Mittelfeld: Esat Kaner (10/1); Mehmet Reşat Nayır (10/3); Cevat Seyit (12/–); Sadi Çoban (–/–); Yorgo Angelidis (1/–) - Angriff: Niyazi Sel (12/4); Alaattin Baydar (–/–); Zeki Rıza Sporel (12/9); Muzaffer Çizer (12/6); Fikret Arıcan (12/4); Şaban Topkanlı (12/5); Süleyman Tekil (1/–); Sedat Taylan (1/–); Lütfü Boyer (1/–) - Trainer: József Schweng ( Ungarn) |